# ISホールディングス
株式会社ISホールディングス（アイエスホールディングス、英: IS Holdings Co.,Ltd）は、東京都千代田区に本社を置き、IT事業・金融事業を主軸とするISグループを統括する持株会社である。

## 概要
2008年4月に株式移転により設立された。IT事業・金融事業・不動産事業・カーシェアリング事業・ホテル事業・発電事業等を営む各子会社を傘下に持ち、グループ会社は総数21社。
グループ会社には、FX取引専業の外為オンラインのほか、証券会社であるアイネット証券、ひまわり証券、システム会社であるアイアンドエーエス、カーシェアリングや駐車場シェアリングを展開するアース・カー、事業用不動産開発を手がける日本ビルド、発電関連設備・産業用送風機製造業の朝日機工、再生可能エネルギーによる発電事業及びコンサルティング事業を手がけるグリーン電力エンジニアリングなどさまざまな企業を擁する。近年では2018年1月に宿泊施設やレジャー施設等の企画・運営を手掛けるアルカディアバケーションズ、および2018年12月に貸金業のAAIフィナンシャルサービスを、2019年2月にはM&A仲介・アドバイザリー事業のひまわりパートナーズを子会社として設立。2020年10月には株式会社マックアースリゾート福島（現・株式会社DMCaizu）を、2021年12月には株式会社セルバンクを株式取得により子会社化するなど、事業の多角化を進めている。

## 沿革
- 2008年（平成20年）
  - 4月 - 株式会社ISホールディングス設立。
  - 10月 - 株式会社アイネット証券（旧・IPO証券）を子会社化。
- 2009年（平成21年）
  - 2月 - レオス・キャピタルワークス株式会社を子会社化。
  - 2月 - 資本金を6億円に増資。
  - 12月 - 株式会社アース・カーを設立。
- 2011年（平成23年）12月 - ひまわり証券株式会社およびひまわりホールディングス株式会社を子会社化。
- 2012年（平成24年）
  - 7月 - 日本ビルド株式会社を子会社化。
  - 12月 - Advanced Estate Capital Adviser International, Inc.を設立。
- 2013年（平成25年）2月 - ひまわりホールディングス（当時、ジャスダック上場）に対して株式公開買付け（TOB）を実施。
- 2015年（平成27年）11月 - 朝日機工株式会社を子会社化。
- 2016年（平成28年）1月 - 株式会社グリーン電力エンジニアリングを設立。
- 2018年（平成30年）
  - 1月 - 株式会社アルカディアバケーションズを設立。
  - 12月 - 株式会社AAIフィナンシャルサービスを設立。
- 2019年（平成31年/令和元年）
  - 2月 - ひまわりパートナーズ株式会社を子会社化。
  - 4月 - アルカディアバケーションズによる宮古島リゾートヴィラ着工。
  - 12月 - グリーン電力エンジニアリングによる塩尻市奈良井川萱ヶ平水力発電所が竣工。
- 2020年（令和2年）10月 - 株式会社マックアースリゾート福島（現・DMCaizu）を子会社化。
- 2021年（令和3年）
  - 8月 - 株式会社会津猪苗代観光ファームを設立。
  - 12月 - 株式会社セルバンクを子会社化。
- 2022年（令和4年）
  - 7月 - 株式会社グリーン電力ホールディングスを設立。
  - 11月 - 子会社のDMCaizuが株式会社ヴィライナワシロの株式を取得し、子会社化。
  - 12月 - 子会社のDMCaizuが株式会社会津磐梯カントリークラブの株式を取得し、子会社化。
- 2023年（令和5年）
  - 8月 - 子会社のヴィライナワシロが猪苗代観光ホテルを取得。
  - 12月 - 子会社のDMCaizuが株式会社猪苗代湖リゾート（旧 株式会社磐梯猪苗代リゾート）を子会社化
- 2025年（令和7年）
  - 2月 - 株式会社DMCaizuがはやま温泉事業（温泉供給事業）を吸収分割により事業承継
  - 3月 - 株式会社DMCaizuが株式会社旅館玉子湯を子会社化
  - 3月 - 株式会社DMCaizuが株式会社一力旅館を子会社化
  - 3月 - ふくしま逢瀬ワイナリーの運営を開始（株式会社DMCaizuと協業）

## 主要グループ会社
- 株式会社アイアンドエーエス
- 株式会社外為オンライン
- 株式会社アイネット証券
- ひまわり証券株式会社
- 株式会社アース・カー
- 日本ビルド株式会社
- Advanced Estate Capital Adviser International, Inc.
- 株式会社グリーン電力ホールディングス
- 株式会社グリーン電力エンジニアリング
- 朝日機工株式会社
- 株式会社アルカディアバケーションズ
- 株式会社AAIフィナンシャルサービス
- ひまわりパートナーズ株式会社
- 株式会社DMCaizu
- 株式会社東日本レンタル
- 株式会社会津猪苗代観光ファーム
- 株式会社セルバンク
- 株式会社ヴィライナワシロ
- 株式会社会津磐梯カントリークラブ
- 株式会社猪苗代湖リゾート
- 株式会社旅館玉子湯
- 株式会社一力旅館